# Свіниці-Варцькі
Сьвіниці-Варцькі (пол. Świnice Warckie) — село в Польщі, у гміні Свіниці-Варцькі Ленчицького повіту Лодзинського воєводства.
Населення — 644 особи (2011).
У 1975—1998 роках село належало до Конінського воєводства.

## Демографія
Демографічна структура станом на 31 березня 2011 року:
|          | Загалом | Допрацездатний вік | Працездатний вік | Постпрацездатний вік |
| -------- | ------- | ------------------ | ---------------- | -------------------- |
| Чоловіки | 301     | 48                 | 221              | 32                   |
| Жінки    | 343     | 53                 | 217              | 73                   |
| Разом    | 644     | 101                | 438              | 105                  |